# Pandora dissimilis
Pandora dissimilis is een tweekleppigensoort uit de familie van de Pandoridae. De wetenschappelijke naam van de soort is voor het eerst geldig gepubliceerd in 1894 door Sowerby III.